# Atelopus galactogaster
Espèce
Statut de conservation UICN

 DD  : Données insuffisantes
Atelopus galactogaster est une espèce d'amphibiens de la famille des Bufonidae.

## Répartition
Cette espèce est endémique du département d'Antioquia en Colombie. Elle se rencontre à Ituango dans le parc national naturel de Paramillo à environ 1 500 m d'altitude sur le versant Nord de la cordillère Occidentale.

## Publication originale
- Rivero & Serna, 1993 "1991" : A new species of Atelopus (Amphibia, Bufonidae) from Antioquia, Colombia. Brenesia, vol. 36, p. 15-20.